# Klaus Heydenreich
Klaus Heydenreich (* 28. Oktober 1941 in Wurzen) ist ein ehemaliger Fußballspieler. Für den SC Lokomotive Leipzig spielte er in der DDR-Oberliga, der höchsten Spielklasse des DDR-Fußballverbandes. Für Bayer 04 Leverkusen war er 1962/63 in der Oberliga-West aktiv, damals eine der fünf höchsten Ligen des DFB. Heydenreich ist mehrfacher DDR-Junioren-Nationalspieler.

## Fußballspieler

### Nachwuchs
Heydenreich kam 1960 zum DDR-Oberligisten SC Lok Leipzig. Zuvor war er Nachwuchsspieler der Betriebssportgemeinschaft (BSG) Empor Wurzen West gewesen. Bei der BSG wurde er zum Junioren-Nationalspieler. Bevor er zum SC Lok kam, hatte er bereits 18 Länderspiele mit der DDR-Juniorennationalmannschaft bestritten. Sein erstes Länderspiel absolvierte er am 22. März 1958 als Einwechselspieler in der Begegnung DDR – Österreich (0:3). Später war er der standardmäßig Mittelstürmer der Juniorenauswahl, für die er in seinen 18 Länderspielen vier Tore erzielte. Neben dem Fußballsport war Heydenreich auch als Tennisspieler aktiv und wurde 1957 DDR-Juniorenmeister im Doppel. Nachdem er als Fußballspieler für die BSG Empor noch die Hinrunde der Saison 1960 in der drittklassigen II. DDR-Liga bestritten hatte, wechselte Heydenreich im Sommer 1960 zum SC Lok Leipzig. Außerdem nahm er an der Leipziger Universität ein Medizinstudium auf.

### DDR-Oberliga
Beim SC Lok war eine Sturmposition neu zu besetzen, da der bisherige Angriffs-Stammspieler Günter Behne wegen einer langwierigen Verletzung ausgefallen war. Trainer Alfred Kunze setzte Heydenreich erstmals am 21. August 1960 im Pokal-Viertelfinalspiel gegen den SC Motor Jena (0:2) als Mittelstürmer ein. Eine Woche später gab der 18-jährige Heydenreich seinen Einstand in der Oberliga. In der Begegnung des 15. Spieltages SC Lok – SC Empor Rostock (3:0) stand er als halblinker Stürmer in der Mannschaft und rechtfertigte seinen Einsatz mit dem dritten Tor für die Leipziger. Bei den restlichen elf Punktspielen fehlte Heydenreich nur zweimal, schoss aber keine weiteren Tore. Die anschließende Saison lief wegen der Spielkalenderumstellung auf den Sommer-Frühjahr-Rhythmus über 39 Runden, Heydenreich spielte allerdings nur noch bis zum neunten Spieltag für den SC Lok Leipzig. In diesen Begegnungen war er vorwiegend als Linksaußenstürmer eingesetzt worden. Nach seinem letzten Einsatz am 7. Mai 1961 im Spiel SC Lok – SC Dynamo Berlin (0:3) floh er mit seinen Eltern nach West-Berlin. Bis dahin hatte er für den SC Lok Leipzig 18 Oberligaspiele mit vier Torerfolgen und ein Pokalspiel bestritten. Außerdem wurde er 1960 in den drei Messepokalspielen der Leipziger Stadtauswahl eingesetzt, wo er am 11. September beim 5:2-Sieg über Belgrad ein Tor beisteuerte.

### Bayer 04 Leverkusen
Nach seiner Flucht schloss sich Heydenreich zunächst dem West-Berliner Spandauer SV an, konnte aber nicht aufgeboten werden, da der DDR-Fußballverband eine einjährige Sperre wegen unerlaubten Verbandswechsels durchgesetzt hatte. 1962 setzte er in Köln sein Medizinstudium fort und schloss sich, nachdem seine Sperre abgelaufen war, Bayer 04 Leverkusen an. In der Saison 1962/63 bestritt er für Bayer 04 als Stürmer 23 der 30 Punktspiele in der Oberliga West, in denen er sieben Tore erzielte. Da Leverkusen als Tabellen-Neunter die Qualifikation für die neu geschaffene Bundesliga verpasst hatte, spielte Heydenreich ab 1963/64 in der Regionalliga West. In der Spielzeit 1963/64 war er mit 33 Einsätzen in 38 Punktspielen, nun im Mittelfeld spielend, Stammspieler der Leverkusener und mit elf Treffern hinter Hans-Otto Peters (20) zweitbester Torschütze bei Bayer. 1964/65 bestritt Heydenreich wegen seines Studiums nur das 1. (ein Tor) und das 18. Punktspiel, danach beendete er seine Laufbahn als Fußballspieler im Hochleistungsbereich. Als Amateurspieler blieb er noch bis 1970 bei Bayer 04 aktiv.

## Nach dem Fußballsport
Als promovierter Mediziner arbeitete Heydenreich zunächst als Chirurg in Bochum, 1980 ließ er sich in Bad Ems nieder. Er kehrte zu seinen sportlichen Anfängen zurück und wurde Tennisspieler beim TC Blau-Weiß Bad Ems, wo er noch über sein 70. Lebensjahr hinaus aktiv blieb.